# Ultima Online
Ultima Online (UO; Ультима Онлайн) — массовая многопользовательская ролевая онлайн-игра, выпущенная Origin Systems 24 сентября 1997 года. Ultima Online явилась одной из первых MMORPG, и стала первым представителем этого жанра, которому удалось достичь мировой популярности, что оказало огромное влияние на всю индустрию.
Действие игры происходит в фэнтезийном сеттинге мира Ultima, созданном Ричардом Гэрриотом. Известна благодаря огромному количеству возможностей, предоставленных игроку, отлаженной PvP системе, а также чрезвычайной (особенно в первые годы её существования) сложности прокачки персонажа. С момента релиза вышло несколько крупных платных и множество мелких бесплатных дополнений.
Ultima Online: Kingdom Reborn, появившееся в 2007 году, ознаменовало собой переход на новый графический движок, значительно улучшивший устаревшую за 10 лет визуальную составляющую.

## История

### Разработка
Ultima Online задумывалась Гэрриотом как самобытный фэнтези мир, в котором одновременно могут находиться тысячи игроков. В то время уже существовали примеры удачной реализации этой идеи для сотен пользователей в The Realm Online, Neverwinter Nights и Meridian 59. Предполагалось, что Ultima станет куда более продвинутой, по сравнению с ними, как визуально так и в части игровой механики.
Начальная команда включала в себя самого Гэрриота, Старра Лонга, Рика Делашмита, Скотта Филлипса и, чуть позже, Рафа Костера, который стал главным дизайнером. Костер написал несколько публичных «дизайнерских писем», под ником «Designer Dragon». Он вдохновлялся онлайновыми играми, такими как DartMUD.
Проект стартовал в 1995 году и был представлен на E3 как Ultima Online: Shattered Legacy в мае 1996. Разработка обошлась куда дороже обычных компьютерных игр. Целевой аудиторией должны были стать пользователи, которые соединяются с серверами посредством аналогового модема. Ultima Online уже на старте предлагала систему домов игроков, основанный на умениях прогресс персонажа (без уровней и классов), крафтинг, внутриигровую экономику и ничем неограниченный PvP.

#### Убийство Лорда Бритиша

Лорд Бритиш (англ. Lord British) — персонаж Ричарда Гэрриота, был убит во время одного из своих появлений в игре, 9 августа 1997 года.
Проходил стресс-тест на количество одновременных подключений, когда игрок под ником Рейнз (англ. Rainz) кинул в Бритиша «Огненную стену», от которой тот умер на месте. Продюсер Старр Лонг назвал это обычной человеческой ошибкой: Бритиш, как и прочие, был сделан неуязвимым для подобных атак. Однако же, бессмертие умышленно убирали для некоторых игровых сессий. Когда сервер упал, незадолго до этого, Гэрриот просто забыл вернуть свой статус обратно.
Практически мгновенно, администраторы отключили аккаунт Рейнза, за то что он многократно использовал ошибки в игре, вместо того чтобы сообщать о них. Согласно Origin, он был забанен не потому что убил Бритиша, а за предыдущие жалобы на него, которые только усугубились этим происшествием.
Тестеры выступали против его блокировки, а также против действий Лонга и других разработчиков сразу после инцидента, когда они перебили случайных свидетелей, наблюдавших за убийством, начав вызывать демонов.
Позже Рейнз рассказал в интервью, что многие до него пытались убить Бритиша, и он был в курсе, что тот неуязвим, поэтому не рассчитывал на успех. Он упомянул, что после того как огонь уже загорелся, Бритиш бросил в чат: «Хе-хе, хорошая попытка».
«Убийство Лорда Бритиша» является одним из самых запоминающихся событий в истории MMORPG.
Сентябрь 1997 был последним месяцем тестирования. Бета завершилась по сценарию «Конца Света». Монстры свободно перемещались по локациям, убивая всех без разбора.

### Хронология[7]

#### Эра Origin (1997—2004)
Ultima Online выходит в сентябре 1997 года и становится чрезвычайно популярной, даже несмотря на серьёзные проблемы с лагами.
В 1998, практически через полгода после релиза, число подписчиков достигает 100 тысяч человек. Появляются серверы в Европе, Японии, и Южной Корее.
1 октября 1998 года выходит первое дополнение — The Second Age.
В 2000 Ричард Гэрриот покидает Origin, что приводит к исчезновению его персонажа из игры. Пользователи распускают слухи о том, что Лорд Бритиш был похищен монгбатами.
4 мая 2000 года выходит второе дополнение — Renaissance.
7 марта 2001 года выходит третье дополнение — Third Dawn. Игроки жалуются на работу 3D клиента.
24 февраля 2002 года выходит четвёртое дополнение — Lord Blackthorn’s Revenge.
11 февраля 2003 года выходит пятое дополнение — Age of Shadows.
В марте 2003 число подписчиков достигает 250 тысяч.
Лорд Бритиш появляется в игре 24 сентября 2003 года, чтобы отпраздновать шестилетний юбилей.

#### Эра Electronic Arts (2004—2006)
2 ноября 2004 года выходит шестое дополнение — Samurai Empire.
30 августа 2006 года выходит седьмое, последнее из регулярных, дополнение — Mondain’s Legacy.

#### Эра Mythic (2006—2014)
В июне 2006 года, Electronic Arts покупает Mythic Entertainment, создателей Dark Age of Camelot. Mythic поручено управление всеми проектами MMORPG, которые есть у EA, включая Ultima Online.
27 июня 2007 года выходит восьмое дополнение — Kingdom Reborn. Происходит первый серьёзный пересмотр игрового клиента со времён Third Dawn.
8 сентября 2009 года выходит девятое дополнение — Stygian Abyss. С этого момента система крупных нерегулярных дополнений смещается в сторону мелких регулярных бустеров.
12 октября 2010 года выходит первый крупный бустер — High Seas.

#### Эра Broadsword (с 2014 года)
6 февраля 2014 года анонсировано[кем?], что дальнейшей разработкой игры будет заниматься студия Broadsword.
24 февраля 2015 года Broadsword сообщила о грядущем дополнении — Time of Legends, выход которого был намечен до конца того же года. Дополнение вышло 9 октября и добавило в игру новую локацию Valley of Eodon и другой контент и функциональность.
С апреля 2018 года в Ultima Online можно играть бесплатно на официальных серверах. Однако, в этом случае игроку будут недоступны некоторые опции. Конкретно — домовладение, аукцион, награды ветерана и GM-ивенты.

## Игровая механика
Ultima Online во многом является продолжателем традиций других игр серии, однако, учитывая то обстоятельство, что это была первая онлайн игра Origin, в ней так же присутствует много разных нововведений.
Частично задуманная как социальный и экономический эксперимент, Ultima должна была столкнуться с постоянным взаимодействием игроков друг с другом, а также иметь дело с тем, что ни один пользователей теперь не является центром вселенной, как в любой другой одиночной игре.
Так как и для разработчиков, и для игроков это был принципиально новый опыт, многое из того что было задумано так и не воплотилось в жизнь. И наоборот, произошло много такого, что потребовало добавлять в игру новые элементы в качестве компенсации.

### Система симуляции жизни
В интервью 1996 года Старр Лонг, сообщил:
Практически всё в игре, от травы до гоблинов имеет своё предназначение и не является просто предметами окружения или пушечным мясом. «Виртуальная Экология» затрагивает каждый аспект игрового мира от самого маленького до очень большого. Если популяция кроликов внезапно снизится (от того, что какой-то приключенец испробовал на них свою новую палицу) волкам, возможно, придётся искать новый источник пищи. Например, оленей. Когда количество оленей так же упадёт, затронутое этим обстоятельством, местный дракон, не в силах найти привычную для него еду может напасть на близлежащую деревню. Так как всё это происходит автоматически, генерируются многочисленные вероятности.
Однако же, эта система так и не ушла дальше бета-тестирования, как позже объяснил Ричард Гэрриот:
Мы думали, что это будет замечательно и потратили на неё огромное количество времени и сил. Но когда пришли игроки они стали убивать всё подряд с такой скоростью, что игра даже не могла делать спавн достаточно быстро, чтобы симуляция хотя бы началась. Поэтому всё, во что мы столько вложили, попросту никем не было замечено — никогда. Опечалившись, мы вырезали эту систему из игры.

### Миры
Изначально, в игре присутствовал один-единственный мир. Все остальные территории, доступные для исследования, появились вместе с различными дополнениями.
- Felucca: Оригинальный мир. После того как был представлен Trammel, оригинальный мир подвергся переработке и стал значительно мрачнее. Чтобы отразить его PvP сущность, подстёгивающую игроков убивать друг друга, дизайнеры заменили все деревья на мёртвые, а в городах и окрестностях нарисовали многочисленные кладбища.
- Trammel: Второе дополнение (Renaissance) добавило в игру Trammel — зеркальный мир, полностью дублирующий географию Felucca. Он был ответом на просьбы ввести зоны без PvP и сделать дополнительные территории для строительства домов.
- Ilshenar. Дополнение Third Dawn открыло Ilshenar. Территория оставалась недоступна для игры с 2D клиентом до самого выхода Lord Blackthorn’s Revenge
- Malas: Пятое дополнение (Age of Shadows) добавило мир Malas. В нём было место ещё под 1500 домов, PvP арена и подземелье Doom, самое большое в игре.
- Tokuno: Шестое дополнение (Samurai Empire) представило область Tokuno. Группу островов в стилистике феодальной Японии.
- Ter Mur: Дополнение Stygian Abyss открыло Ter Mur. Родину гаргулий.
- Eodon: Дополнение Time of Legends открыло Valley of Eodon, долину джунглей из оригинальной Worlds of Ultima: The Savage Empire[англ.].

## Клиентские приложения
За время существования Ultima Online было выпущено несколько клиентских приложений для соединения с серверами. Студия Broadsword предложила пользователям на выбор два клиента — классический и с обновлённой графикой.
Original сӀіеnt
Оригинальный клиент для игры был сделан в аутентичной 2D стилистике. В нём повторно использовались некоторые наработки Ultima VIII: Pagan. Основной его задачей была безупречная работа на заведомо устаревших компьютерах, которые не в состоянии обрабатывать объёмную графику.
Enhanced сӀіеnt
Модифицированная версия клиента Kingdom Reborn, переименованного в «Enhanced Client», вышла вместе со Stygian Abyss. Изначально он был реализован для открытого бета-тестирования в июле 2009 года. Изменения касались визуальной составляющей, системы макросов, настроек интерфейса и позиционирования на карте.
Решено было отказаться от графики Kingdom Reborn в угоду более похожего на классическую картинку набора элементов из клиента Third Dawn.

### Прочие
«Third Dawn 3D Client» был выпущен как часть одноимённого дополнения. Он получил массу негативных отзывов как от старых, так и от новых игроков, в связи с серьёзными проблемами производительности, особенно с утечками памяти. 30 января 2006 года для него вышло обновление, которое уменьшало персонажей и монстров в размерах, чтобы понизить системные требования. Хотя это особо не помогло.
С апреля 2007, клиент Third Dawn перестал поддерживаться Electronic Arts и все силы были сфокусированы на клиенте Kingdom Reborn.
«Kingdom Reborn 2.5D client» назван так потому, что изначально он был разработан в 3D. Позже картинку перевели в спрайтовую изометрическую проекцию. Графика по-прежнему выглядела объёмной, хоть и низкополигональной, но зато не требовала мощного железа.

## Отменённые сиквелы
Для игры планировались к выходу два продолжения. Оба они были отменены на стадии разработки.
- Ultima Online 2 (UO2), позже переименованная в Ultima Worlds Online: Origin (UWO:O) была анонсирована в 1999 году[14]. Она должна была привнести в сеттинг стимпанк элементы. По сюжету, мир претерпел изменения из-за ошибки Лорда Бритиша, пытавшегося собрать осколки «Камня Бессмертия», от чего в нём смешались прошлое, настоящее и будущее. Сиквел был отменён в 2001 году, из-за опасений Electronic Arts, что на, ставшим сильно конкурентным, рынке онлайновых игр новая Ultima может забрать часть аудитории у старой[15]. Некоторые монстры и иллюстрации, которые уже были созданы для игры позже использовались в дополнении Lord Blackthorn’s Revenge.
- Ultima X: Odyssey (UXO) должна была стать новой MMORPG, происходящей в совершенно иной реальности[16], созданной Аватаром, после событий Ultima IX: Ascension. Дело встало в 2004 году, когда Electronic Arts закрыла Origin. Команде программистов было предложено переехать в Бэй Эриа, чтобы закончить игру. Согласились немногие. В итоге, UXO была отменена из-за распада команды разработчиков.

## Дополнения
| №  | Название                  | Дата выхода | Нововведения |
| -- | ------------------------- | ----------- | --- |
| 1  | The Second Age            | 01.10.98    | Новая область Lost Lands. Новые монстры. Доработана система чата.                                                       |
| 2  | Renaissance               | 04.05.00    | Появилась копия оригинального мира, под названием Tammel, в котором запрещён PvP.                                       |
| 3  | Third Dawn                | 07.03.01    | Вышел 3D клиент, для конкуренции с EverQuest. Введена область Ilshenar, в которую можно попасть только с его помощью.   |
| 4  | Lord Blackthorn’s Revenge | 24.02.02    | Улучшен AI монстров, система создания персонажа.                                                                        |
| 5  | Age of Shadows            | 11.02.03    | Новая область Malas. Класс Паладин и Некромант. Расширенный дизайн домов игроков. Полностью переработана система вещей. |
| 6  | Samurai Empire            | 02.11.04    | Новая область Tokuno Islands. Классы Ниндзя и Самурай.                                                                  |
| 7  | Mondain’s Legacy          | 30.08.05    | Появилась раса эльфов. Несколько новых подземелий.                                                                      |
| 8  | Kingdom Reborn            | 27.06.07    | |
| 9  | Stygian Abyss             | 08.09.09    | Появилась раса гаргулий. Клиент Kingdom Reborn переделан в «Enhanced Client».                                           |
| 10 | High Seas                 | 12.10.10    | Доработана рыбалка, мореплавание и пиратство. Новые типы кораблей.                                                      |
| 11 | Time of Legends           | 02.11.15    | Новая область Shadowguard и Valley of Eodon. Новые вещи и умения.                                                       |

## Шарды
Ещё в конце 1990-х годов в Интернете появились неофициальные серверы Ultima Online — шарды. Они представляют собой полученную с помощью реверс-инжиниринга серверную часть, которая, при должной доработке, обеспечивает приемлемые условия для игры.
Современный шард, поддерживаемый энтузиастами, может иметь тысячный онлайн.
Некоторые из них настолько популярны, что даже удостоились посещения самого Ричарда Гэрриота.
Изначально, слово «Шард» возникло в предыстории игры, показанной во вступительном ролике.
Колдун Мондейн заключил в «Кристалл Бессмертия» мир Ультимы, чтобы черпать из него свою силу. Аватар, победив Мондейна, разбил кристалл на осколки (англ. Shards). Это, однако же, не привело к освобождению мира от чар — в каждом осколке кристалла возникла его точная копия. На момент релиза игры, понятие «Шард» являлось синонимом официального сервера.
Впоследствии шардами стали называть пользовательские серверы Ультимы, а позже и неофициальные серверы любой ММО вообще.

## Оценки
| Сводный рейтинг | Сводный рейтинг |
| Агрегатор       | Оценка          |
| --------------- | --------------- |
| GameRankings    | 65,73 %         |

| Сводный рейтинг | Сводный рейтинг |
| Агрегатор       | Оценка          |
| --------------- | --------------- |
| GameRankings    | 70,83 %         |

В 2012 году журнал Time включил Ultima Online в свой список «100 величайших видеоигр всех времен».